# Barranco de la Bartolina

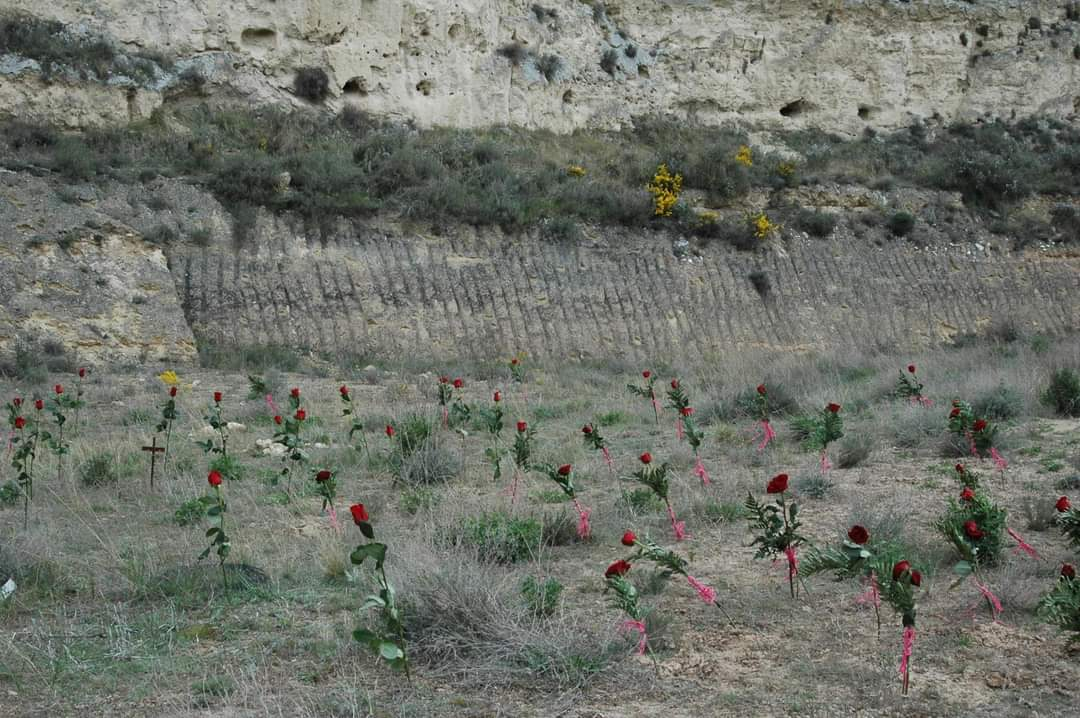
Barranco de la Bartolina

El Barranco de la Bartolina és un paratge deshabitat, situat entre Calataiud i Terrer, a la província de Saragossa, on des dels primers dies de la Guerra Civil, amb el triomf de l'exèrcit franquista, es van afusellar centenars de persones, procedents dels pobles de la comarca, entre les quals hi havia: alcaldes, líders polítics, sindicalistes i qualsevol sospitós de simpatitzar amb partits d'esquerres. La repressió i els afusellaments van continuar fins a començaments dels anys quaranta, quedant després un indret abandonat, on molt pocs s'atrevien a anar. A finals dels anys noranta, l'Ajuntament de Calataiud va decidir ubicar l'abocador municipal en un dels extrems de la fossa, molt erosionada per les riuades, es van remoure i segellar les terres, reduint així la possibilitat de recuperació i identificació de les restes, algunes de les quals, l'any 1959, havien sigut traslladades al Valle de Cuelgamuros.
A principis del 2000, abans de l'aprovació de la primera Llei de Memòria Històrica, alguns familiars van iniciar investigacions. Més tard van néixer les asociacions de Carrabilla d'Ateca, l'associació ARICO (Asociación por la recuperación e investigación contra el Olvido) i ARMH, que amb el recolzament d'historiadors, arqueòlegs i testimonis vius de la massacre, van pressionar per iniciar les exhumacions i intentar recuperar i dignificar les víctimes.
El 2020, el Departament d'Educació, Cultura i Esport del Govern Regional va declarar El Barranco de la Bartolina, el primer lloc de Memòria Democràtica d'Aragó i un Bé d'interès cultural.